# De geur van mahonie
De geur van mahonie is een hoorspel van Frank Herzen. De VARA zond het uit op woensdag 15 april 1970. De regisseur was Ad Löbler. De uitzending duurde 29 minuten.

## Rolbezetting
- Hans Veerman (inspecteur Voorschut)
- Harry Bronk (Breekels)
- Piet Ekel (Lammooi)
- Huib Orizand (François Schuch)
- Fé Sciarone (mevrouw Schuch)
- Jan Borkus (Alex Watervaart)
- Paul van der Lek (Joshua Pronk)
- Hans Karsenbarg (dokter Van Maaren)
- Willy Ruys (dokter Cohen)
- Gerrie Mantel (de omroepster)

## Inhoud
Wat zou er toch aan de hand zijn met mevrouw Anja Schuch geb. Pronk? De eens zo levenslustige loopt er wezenloos bij. Op eenvoudige vragen weet zij geen antwoord of eerst na lang aarzelen. Toch gelooft de geraadpleegde dokter niet in een echte geestelijke stoornis. Eerder denkt hij aan een remmingstoestand zoals die bij gehypnotiseerde personen wordt waargenomen. De aanwezigheid van een morfinepreparaat, aangetoond bij het onderzoek, biedt geen afdoende verklaring. Een moment is er sprake van een post-hypnotische invloed in de vorm van een zogenaamd verbodsbevel waardoor het geheugen de patiënt op een bepaald moment in de steek laat. Op dit moment haakt de politie in. Deze komt ook een verhaal ter ore waarin antieke kasten spreken over hun verleden. Dat mag opgaan voor de gebeeldhouwde eiken kast waarover Arthur Rimbaud zo mooi heeft gedicht. Die kast rook nog heerlijk naar linnen en lavendel. Maar het mahoniehouten meubel waarmee de politie te maken krijgt, speelt stommetje en wasemt een kwalijke geur uit…